# Chicago Film Critics Association Awards 1994
La cerimonia di premiazione della 7ª edizione dei Chicago Film Critics Association Awards si è tenuta il 13 marzo 1995 a Chicago, Illinois, per premiare i migliori film distribuiti negli Stati Uniti nel corso del 1994 secondo la Chicago Film Critics Association (CFCA).
Il documentario Hoop Dreams è risultato il miglior film.

## Vincitori e candidati
I vincitori sono indicati in grassetto, con a seguire gli altri candidati in ordine alfabetico:

### Miglior film(incompleto)
- Hoop Dreams, regia di Steve James

### Miglior film in lingua straniera(incompleto)
- La trilogia di Tre colori (Trois couleurs), regia di Krzysztof Kieślowski

### Miglior regista(incompleto)
- Quentin Tarantino - Pulp Fiction

### Migliore sceneggiatura(incompleto)
- Quentin Tarantino e Roger Avary - Pulp Fiction

### Miglior attore(incompleto)
- Tom Hanks - Forrest Gump

### Migliore attrice(incompleto)
- Jennifer Jason Leigh - Mrs. Parker e il circolo vizioso (Mrs. Parker and the Vicious Circle)

### Miglior attore non protagonista(incompleto)
- Martin Landau - Ed Wood

### Migliore attrice non protagonista(incompleto)
- Dianne Wiest - Pallottole su Broadway (Bullets Over Broadway)

### Miglior fotografia(incompleto)
- Stefan Czapsky - Ed Wood

### Miglior colonna sonora originale(incompleto)
- Hans Zimmer - Il re leone (The Lion King)

### Attore più promettente(incompleto)
- Hugh Grant - Quattro matrimoni e un funerale (Four Weddings and a Funeral) e Sirene (Sirens)

### Attrice più promettente(incompleto)
- Kirsten Dunst - Intervista col vampiro (Interview with the Vampire: The Vampire Chronicles) e Piccole donne (Little Women)

### Commitment to Chicago Award
- William Petersen